# Condado de Garden
El condado de Garden (en inglés: Garden County) es un condado del estado estadounidense de Nebraska, que fue fundado en 1909 por votación popular al separarse del condado de Deuel y se le dio ese nombre en alusión a Garden of Eden (Jardín del Edén). En el año 2000 tenía una población de 2292 habitantes con una densidad de población de una persona por km². La sede del condado es Oshkosh.

## Geografía
Según la oficina del censo el condado tiene una superficie total de 4483 km² (1730,9 mi²), de los que 4413 km² (1703,861003861000 mi²) son tierra y 70 km² (27,0 mi²) (1,54%) son agua.

### Condados adyacentes
- Condado de Sheridan - norte
- Condado de Grant - este
- Condado de Arthur - este
- Condado de Keith - sureste
- Condado de Deuel - sur
- Condado de Cheyenne - suroeste
- Condado de Morrill - oeste

## Demografía
Según el 2000 la renta per cápita media de los habitantes del condado era de 26 458 dólares y el ingreso medio de una familia era de 32 546 dólares. En el año 2000 los hombres tenían unos ingresos anuales 21 495 dólares frente a los 17 000 dólares que percibían las mujeres. El ingreso por habitante era de 15 414 dólares y alrededor de un 14,80% de la población estaba bajo el umbral de pobreza nacional.

## Ciudades y pueblos
- Lewellen
- Lisco
- Oshkosh